# Faustin Luanga
Faustin Luanga, né le 15 février 1964 à Kindu, est un économiste, haut fonctionnaire international et homme politique congolais (RDC), qui est ambassadeur itinérant du président Félix Tshisekedi depuis le 4 juin 2021,,,.

## Biographie

### Parcours universitaire
Faustin Luanga commence ses études supérieures à l'université de Kinshasa où il obtient une licence en sciences économiques en 1988,. Il continue ses études au Japon, d'abord à l'université International du Japon d'où il décroche une maitrise en relations internationales en 1991,. Toujours au Japon, Faustin Luanga s'inscrit à l'université de Nagoya, d'où il décroche un doctorat en économie en 1994,.

### Carrière diplomatique
En 1996, Faustin Luanga rejoint l'Organisation mondiale du commerce (OMC). À l'OMC, il a exercé successivement les fonctions de conseiller à la Division Économique et Statistique ainsi qu'à la Division de l'Institut de Formation et de Coopération Technique où il a été Conseiller Chargé du Bureau Afrique avant de devenir Chef du Bureau Régional pour les économies d'Asie et du Pacifique, poste qu'il occupe à ce jour,,,,.

### Carrière gouvernementale
Entre 2001 et 2006, Faustin Luanga a exercé des fonctions politiques avec rang de ministre d'État dans son pays d'origine, la république démocratique du Congo (RDC). Il a été conseiller spécial du président de la RDC, Joseph Kabila, chargé de toutes les questions économiques, financières et de développement, coordonnant et supervisant tous les ministères liés à la Commission économique et financière de son pays pendant trois ans,,,. Il a également dirigé pendant deux ans le Programme national de désarmement, de démobilisation et de réinsertion des anciens militaires, un programme hautement stratégique et politique dans ce pays après une décennie de guerre,.

### Carrière professorale
Le Docteur Luanga a été professeur d'économie et de finance dans plusieurs universités à travers le monde. Il est l'auteur de divers livres, rapports et articles sur l'économie, le commerce et le développement,.